# Milladoiro
Milladoiro est un groupe galicien fondé en 1978. Il est devenu, à l'instar de The Chieftains en Irlande, une référence dans le monde de la musique celtique.

## Composition
Il est actuellement composé de six membres :
- Xosé V. Ferreirós (cornemuses, hautbois, mandoline, tin whistle, bouzouki, voix, percussions)
- Nando Casal (cornemuse, clarinette, tin whistle, cromorme, voix, percussions)
- Moncho García Rei (bodhran, percussions, voix)
- Harry.c (violon)
- Manú Conde (guitares, bouzouki)
- Manu Riveiro (accordéon, claviers)

## Historique
Né de la rencontre de Rodrigo Romaní et Antón Seoane, Milladoiro est avant tout un disque édité en 1978 et prix de critique la même année. Les deux musiciens cherchent à y combiner divers instruments et sonorités, ceci en compagnie de Xosé V. Ferreirós, qui y est crédité comme artiste invité.
Xosé V. Ferreirós est quant à lui originaire d'un groupe traditionnel, Faíscas do Xiabre, en compagnie de Nando Casal et Moncho García Rei. Ils éditeront un disque, "In Memoriam", dans lequel apparaissent... Rodrigo Romaní et Antón Seoane comme musiciens invités.
C'est l'union de ces deux formations ainsi que l'arrivée du flutiste Xosé A. Méndez et de la violoniste Laura Quintillán qui donnera l'impulsion au groupe qui marquera l'histoire de la musique galicienne de la fin du XXe siècle.
La formation édite ainsi son premier disque, A Galicia de Maeloc en 1979. Premier album galicien édité sur le marché français, il est composé de huit themes traditionnels galiciens, un irlandais et quatre compositions du groupe.
En 1980 sort le second disque du groupe, O berro seco. C'est aussi à cette époque que Laura Quintillán quitte le groupe pour céder sa place au violoniste français Michel Canadá. Le travail d'exploration de Milladoiro continue et, après avoir rajouté du Uilleann pipes dans sa formation, c'est autour de la cornemuse écossaise de partager la vedette avec la cornemuse galicienne dans l'album 3, sorti en 1982 et au visuel interne inspiré du Pórtico da Gloria de la Cathédrale de Saint-Jacques-de-Compostelle. 
Le groupe continue sa route avec Solfafria en 1984, enregistré à Dublin avec la participation de Paddy Moloney de The Chieftains, puis Galicia no país das maravillas en 1986, premier enregistrement avec du chant de pandeireteiras, ainsi que plusieurs thèmes employés pour le film La mitad del cielo. La collaboration de Milladoiro avec le monde du cinéma ne s'arrête pas là car en 1987 ils signeront la musique du film Divinas Palabras.
En 1989 le groupe sort Castellum Honesti, premier disque du groupe édité dans le marché international. Puis, pour les besoins de l'exposition Galicia no Tempo ils signent une bande sonore en 1991, suivie en 1993 de deux autres bandes sonores, la première pour un spectacle de théâtre de magie (A Via Láctea), puis pour une exposition au Centre Galicien d'art Contemporain à Saint-Jacques-de-Compostelle. C'est l'époque que choisit Michel Canadá pour quitter le groupe et laisser sa place au violoniste Antón Seijó.
Le retour de Milladoiro en studio se fera en 1994 en compagnie de l'English Chamber Orchestra. Enregistré aux Studios Abbey Road, le groupe évoque le Chemin de St-Jacques de Compostelle au long de sept thèmes où l'orchestre se mêle aux instruments traditionnels.
Deux disques de commande suivront, Gallaecia Fulget et No confín dos verdes castros, entrecoupé d'un live en 1995, As fadas de estraño nome.
Auga de Maio sort en 1999 et signe un tournant dans l'histoire du groupe, car pour la première fois ses musiciens chantent sur certains thèmes. Seijó remplacé par Harry.c, au violon, il s'agira aussi du dernier disque du membre fondateur Rodrigo Romaní qui commencera une carrière solo et de producteur.
En 2002, O niño do sol voit l'arrivée de deux nouveaux membres au sein de Milladoiro, Roi Casal et Manú Conde. C'est avec cette formation que le groupe fêtera son vingt-cinquième anniversaire, avec notamment la sortie du disque XXV  en 2005 proposant une relecture de leur répertoire.

## Distinctions
- En 1988  pour la musique originale du film La mitad del cielo, il leur est attribué le prix Goya de la meilleure musique originale
- La fondation Otero Pedrayo leur décerne en 2006, le prix Trasalba pour leur contribution à la diffusion de la langue et de la culture galiciennes.

## Discographie
Albums
- Milladoiro (1978)
- A Galicia de Maeloc (1979)
- O berro seco (1980)
- 3 (1982)
- Solfafria (1984)
- Divinas Palabras (1987)
- Castellum Honesti (1989)
- Galicia no Tempo (1991)
- A Via Láctea (1993)
- A xeometría da Alma (1993)
- Iacobus Magnus (1994)
- Gallaecia Fulget (1995)
- As fadas de estraño nome (1995)
- No confín dos verdes castros (1999)
- Auga de Maio (1999)
- O niño do sol (2002)
- XXV (2005)
- A quinta das lágrimas (2008)
- Milladoiro en Ortigueira (2016)